# The Key (Prison Break)
| "The Key"          | "The Key"                   |
| ------------------ | --------------------------- |
| Capítulo #         | Temporada 1, Capítulo 19    |
| Guion              | Matt Olmstead y Zack Estrin |
| Director           | Sergio Mimica Gezzan        |
| Emisión en EUA     | 24 de abril de 2006         |
| Cronología         |                             |
| Capítulo anterior  | Bluff                       |
| Capítulo siguiente | Tonight                     |

"The Key" es el decimonoveno capítulo de la primera temporada de la serie Prison Break, el cual salió al aire el 24 de abril de 2006, a través de FOX, en los Estados Unidos.

## Sinopsis
Michael piensa cómo conseguir la llave de la enfermería. Les queda poco tiempo y saben que sin la llave no podrán huir. Le toca ir allí para ser inyectado, Sara lo mira mientras le cambia el vendaje y cuando se da vuelta Michael la besa. Sara le pregunta qué quiere de ella y él no se atreve a pedir por la llave así que solo le dice que le espere. Sara lo aparta y le dice que no van a ser nada juntos mientras él esté preso. Michael, con su plan frustrado, llama a Nika Volek, su mujer y le pide que le consiga la llave y Nika se niega; corta el teléfono y se queda pensando. Luego Nika accede y va a Fox River para encontrarse en el estacionamiento con Sara y le pide que charlen. Nika le cuenta de su historia con Michael y antes de irse le dice que él está metido en problemas y que necesita su ayuda. Nika dice arrepentirse de haberla llamado y cuando se levanta para irse (a propósito) tira el bolso de Sara y le saca las llaves sin que Sara lo vea. Ella sale corriendo y más tarde aparece en la prisión y le da las llaves a Michael y de paso le dice que Sara realmente lo ama. Cuando Sara retorna a la prisión, no encuentra las llaves y justo esta Michael ahí, ella llama al cerrajero y después repentinamente aparecen las llaves. Sara se da cuenta de que Michael se las sacó. Sara ordena al cerrajero que cambie la cerradura y este lo hace. Michael no tiene llaves esta vez.
John Abruzzi vuelve a Fox River.
- Datos: Q3207539